# Bobby Benson
Robert John Benson, detto Bobby (Winnipeg, 18 maggio 1894 – Winnipeg, 7 settembre 1965), è stato un hockeista su ghiaccio canadese.

## Carriera
Benson iniziò la carriera hockeistica con i Winnipeg Falcons, formazione composta da numerosi giocatori di origine islandese stanziatisi nel Manitoba. Proprio con loro nel 1920 vinse la Allan Cup, premio assegnato alla miglior squadra dilettantistica del Canada. In seguito alla vittoria del titolo i Falcons vennero scelti per rappresentare il Canada al torneo olimpico di hockey su ghiaccio alle Olimpiadi estive di Anversa, che furono poi riconosciute dalla IIHF valide come primo campionato del mondo di hockey su ghiaccio. Il Canada vinse la finale con la Svezia con lo schiacciante risultato di 12-1.
Benson, nonostante il fisico minuto, in quella squadra ricopriva il ruolo di difensore sinistro e disputò tre incontri segnando una rete. Dopo il successo olimpico proseguì la sua carriera in alcune leghe professionistiche del Canada occidentale fra cui la WCHL. Nel corso della stagione 1924-1925 giocò alcuni incontri con i Boston Bruins, franchigia della National Hockey League.
Proseguì la carriera fino all'inizio degli anni '30 per poi ritirarsi e allenare alcune formazioni locali.

## Palmarès

### Club
- Allan Cup: 1

Winnipeg: 1920

### Nazionale
- Giochi olimpici: 1

Anversa 1920